# Kultura jarmucka

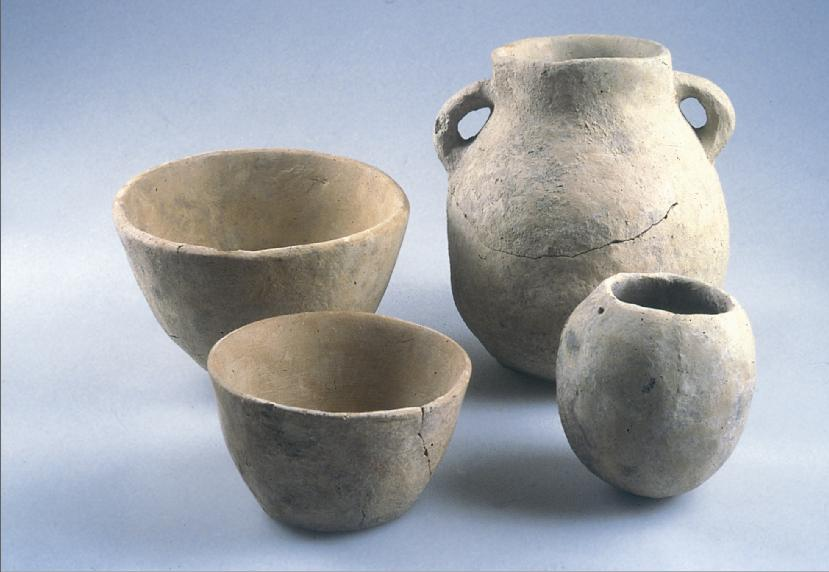
Naczynia ceramiczne kultury jarmuckiej

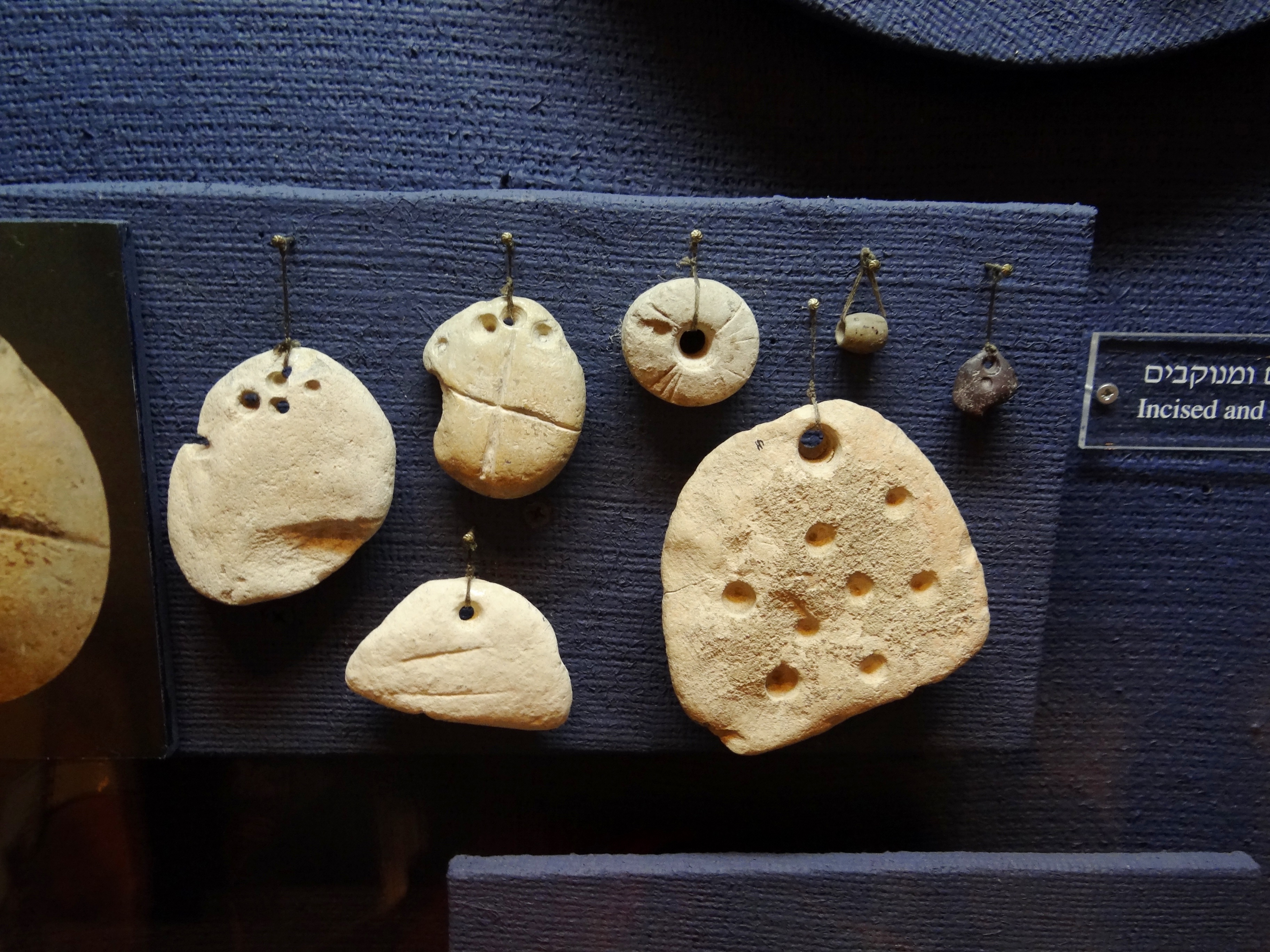
Wisiorki odkryte na stanowiskach kultury jarmuckiej

Kultura jarmucka – kultura archeologiczna neolitu ceramicznego, występująca na terenach północnego Izraela. Reprezentowana przez znaleziska w dolinie rzeki Jarmuk, okolicach Bet Sze’an, dolinie Jezreel i na północnym wybrzeżu Izraela aż po Tel Awiw. Stanowisko eponimiczne odkryto przy kibucu Sza’ar ha-Golan.
Charakteryzuje się mieszkaniem ludności w ziemiankach. Wśród narzędzi pojawiła się duża liczba siekier i toporów z gładzonego kamienia, noży, zębatych sierpów i ostrzy strzał. Ceramika zdobiono początkowo wzorami wyciśniętymi w glinie, w późniejszym okresie pasmami czerwonej farby. Występowała sztuka religijna, m.in. figurki z gliny.